# Odžak (gmina Kupres)
Odžak – wieś w Bośni i Hercegowinie, w Federacji Bośni i Hercegowiny, w kantonie dziesiątym, w gminie Kupres. W 2013 roku liczyła 226 mieszkańców, z czego większość stanowili Chorwaci.